# Wypędzenie przekupniów ze świątyni (obraz El Greca z 1600)
Wypędzenie przekupniów ze świątyni – obraz autorstwa hiszpańskiego malarza pochodzenia greckiego Dominikosa Theotokopulosa, znanego jako El Greco.
El Greco już w pierwszych latach twórczości artystycznej podejmował temat walki Chrystusa z chciwością. Powstało wówczas kilka wersji Wypędzenia przekupniów ze świątyni. Dwadzieścia pięć lat później powrócił do tematu.

## Geneza
Temat obrazu obrazuje motyw opisany w Nowym Testamencie w Ewangelii Jana: 

Zbliżała się pora Paschy żydowskiej i Jezus udał się do Jerozolimy. W świątyni napotkał siedzących za stołami bankierów oraz tych, którzy sprzedawali woły, baranki i gołębie. Wówczas sporządziwszy sobie bicz ze sznurków, powypędzał wszystkich ze świątyni, także baranki i woły, porozrzucał monety bankierów, a stoły powywracał. Do tych zaś, którzy sprzedawali gołębie, rzekł: "Weźcie to stąd, a nie róbcie z domu mego Ojca targowiska!” (J.2, 13-17)

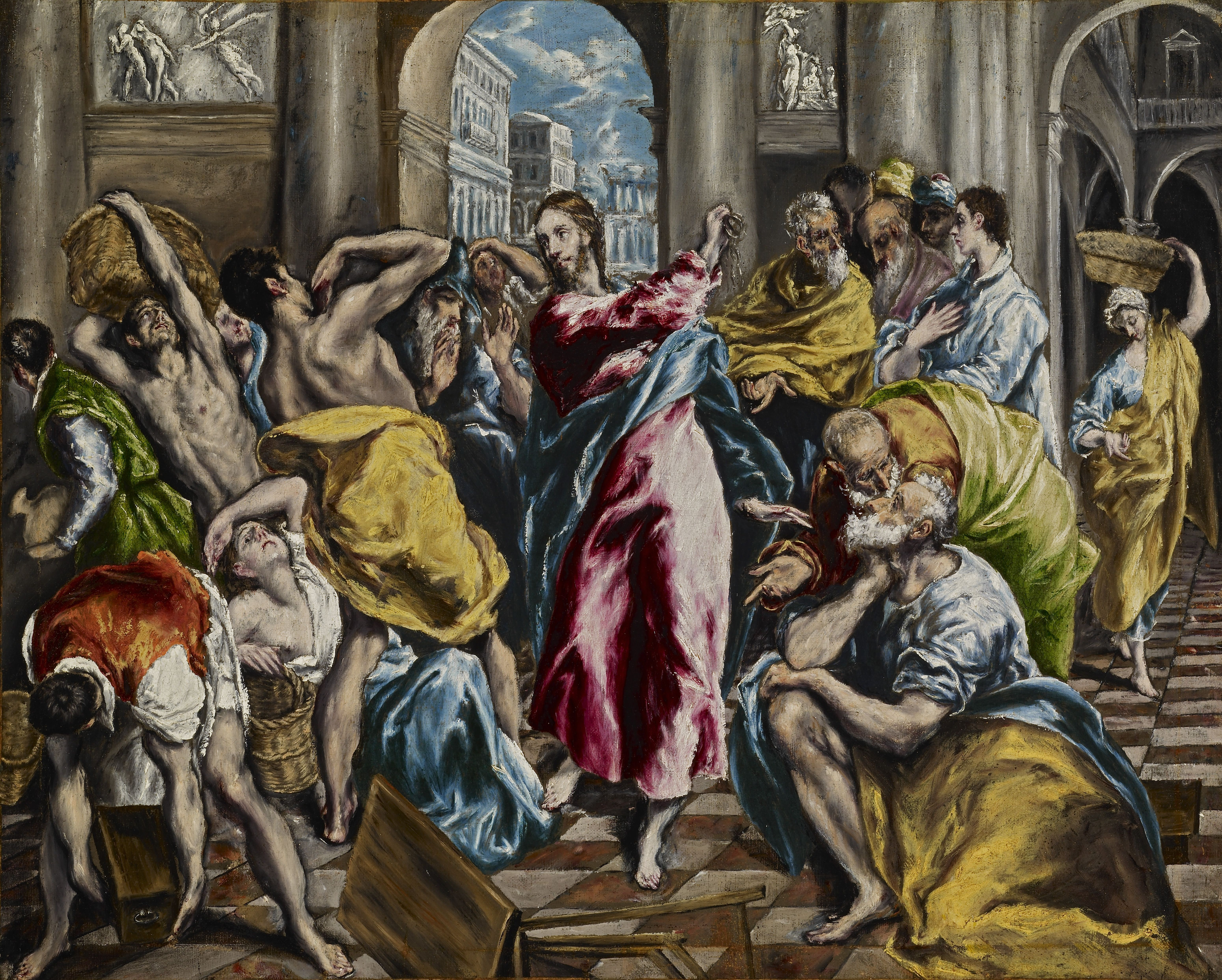
Wypędzenie przekupniów ze świątyni
wersja z Frick Collection,
1600 (42 × 52 cm)

## Opis obrazu z 1600 roku
Nowe wersje Wypędzenia przekupniów ze świątyni kompozycyjnie nawiązują do wcześniejszych wersji. Zachowują zasadniczy układ postaci jednakże ich duchowy wydźwięk ulega zmianie. El Greco zachowuje wielkość płótna, zachowuje tło wydarzeń, miejsce jest to samo, te same są postacie. Ponownie maluje nagiego do połowy młodzieńca odwróconego tyłem, który zasłania się przed uderzeniami bicza; jest i przestraszona kobieta, starzec siedzący na pierwszym planie i handlarka z koszykiem. Brakuje elementów odciągających wzrok: brak porozrzucanych artefaktów prócz przewróconego stołu przed Chrystusem, nie ma pięknej handlarki z pierwszego planu, a za to znalazł się jeden z kupców podnoszący jakiś przedmiot. Grupa kupców została zmniejszona a roznegliżowana kobieta z dzieckiem i koszykiem na ramieniu zastąpiona kobietą z koszem na głowie. Postacie stają się wyraziste, ich gesty lepiej widoczne; grupa starców po prawej stronie dyskutują nad słowami Jezusa. Te późniejsze wersje pozbawione już elementów włoskiego malarstwa, nie ukazują już nagich ciał i odkrytych piersi; na wzór hiszpańskich jedyna kobieca postać jest szczelnie odziana i jest już tylko dalekim tłem.

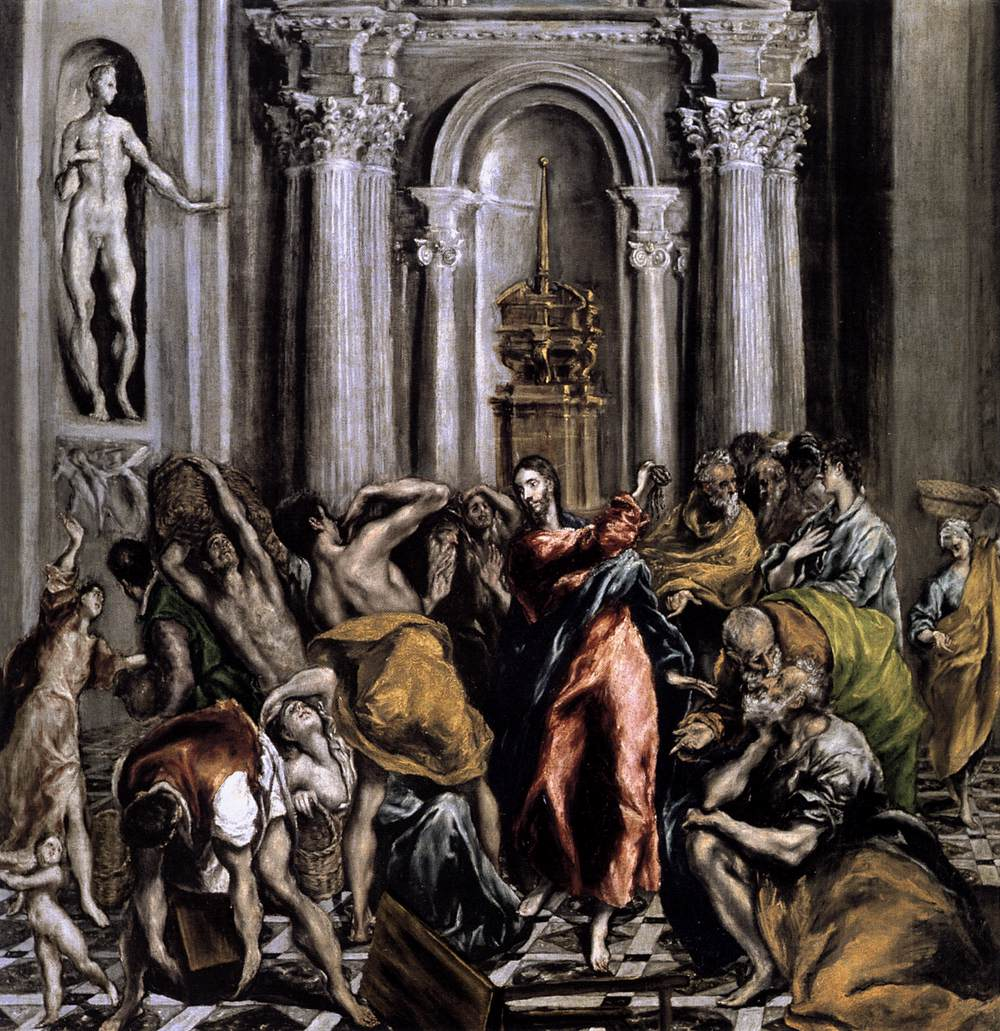
Wypędzenie przekupniów ze świątyni
późna wersja z kościoła San Ginés w Madrycie,
1610 (106 × 104)

U góry obrazu El Greco maluje dwie symboliczne płaskorzeźby ze scenami Wygnania z raju Adama i Ewę oraz Ofiarę Abrahama. Późniejsze wersje El Greca były bardzo popularne wśród klientów artysty. Znanych jest sześć ich wersji.

## Opis obrazu z 1610 roku
W 1610 roku malarz podjął się ponownie tego tematu. Zmienił format, zmienił dekorację koncentrując się na ukazaniu zależności światła i elementów architektonicznych. Kolumny są wypukłe, rzeźby dają odpowiedni cień. Być może część szczegółów architektonicznych malował syn El Greca Jorge Manuel. Ponowne ukazanie elementów architektonicznych jest powrotem do pierwszych lat fascynacji artysty choć z pierwiastkami typowymi dla jego sztuki widocznymi np. w wydłużonej postaci Adama.